# A new day
『a new day』（ア・ニュー・デイ）は、日本の音楽ユニット・face to aceの2枚目のオリジナル・アルバム。

## 概要
前作『FACE TO FACE』から約1年ぶりとなるオリジナル・アルバム。
収録曲の「CLOUDY DAY」は、日本テレビ・読売テレビ系『HAMASHO』エンディング・テーマに、「RAIN」は、日本テレビ・読売テレビ系『ダウンタウンDX』エンディング・テーマに、「ノンフィクション」は、読売テレビ系『プロの動脈。』エンディング・テーマに使用された。

## 収録曲
1. a new day
2. ノンフィクション
3. CLOUDY DAY
4. 栞 (しおり)
5. 残像
6. ピュア
7. パンドラの空
8. UNDERCOVER
9. HOW SILLY!
10. SPEED OF LIFE
11. RAIN